# 8998 Matthewizawa
A 8998 Matthewizawa (ideiglenes jelöléssel (8998) 1981 EG23) egy kisbolygó a Naprendszerben. Schelte J. Bus fedezte fel 1981. március 3-án.